# Allée du Plat-Fond
L'allée du Plat-Fond est une voie de circulation des jardins de Versailles, en France.

## Description
L'allée du Plat-Fond débute au nord-ouest sur l'allée de Choisy et se termine environ 420 m au sud-est sur le grand Canal de Versailles.